# Via Tornabuoni
A via Tornabuoni (via de' Tornabuoni) utca Firenze történelmi központjában, mely a Piazza Antinori tértől a Piazza Santa Trinita téren át a Ponte Santa Trinita hídig vezet. Napjainkban elegáns utcának számít, tele butikokkal, köztük Gucci és Ferragamo üzletekkel, valamint bankokkal, utazási irodákkal, kávézókkal, éttermekkel.
Az utca helyét valaha a római város fala vágta ketté, a korai középkorban a város egyik kisebb folyója, a Mugnone mentén haladt. A Palazzo Strozzi közelében volt valaha a Brancazio kapu. A falakat a 12. században kijjebb helyezték, a kis folyót elterelték, az utcát pedig kiszélesítették. Ezekben az időkben különféle neveken volt ismert: via Larga de Legnaiuoli, via del Belli Sporti.
Miután a 16. században létrejött a Toszkánai Nagyhercegség, a via Tornabuoni volt befejező pontja a Palazzo Pittinél induló körmeneteknek, amik a Ponte Santa Trinita hídon át vezettek idáig. Ugyanitt tartották a pallone col bracciale és a Calcio Fiorentino nevű korabeli sportjátékok meccseit, valamint lóversenyeket. 1565-ben felállítottak itt egy porfírból készült oszlopot.
A via Tornabuonin számos kisebb-nagyobb reneszánsz palota található:
- Palazzo Spini Feroni
- Palazzo Buondelmonti
- Palazzo Medici Tornaquinci
- Palazzo Altoviti Sangalletti
- Palazzo Gherardi Uguccioni
- Palazzo Strozzi
- Palazzo Tornabuoni
- Palazzo Minerbetti
- Palazzo Strozzi del Poeta
- Palazzo del Circolo dell'Unione
- Palazzo Dudley
- Palazzo Viviani della Robbia
- Palazzetto Tornabuoni
- Palazzo Larderel

Egyéb épületek:
- Torre dei Gianfigliazzi

A via Tornabuoni északi végénél lévő Piazza Antinori téren található
- Palazzo Antinori
- San Gaetano templom

## Fordítás
Ez a szócikk részben vagy egészben  a   Via de' Tornabuoni című angol Wikipédia-szócikk ezen változatának fordításán alapul.  Az eredeti cikk szerkesztőit annak laptörténete sorolja fel. Ez a jelzés csupán a megfogalmazás eredetét és a szerzői jogokat jelzi, nem szolgál a cikkben szereplő információk forrásmegjelöléseként.